# 星州郡

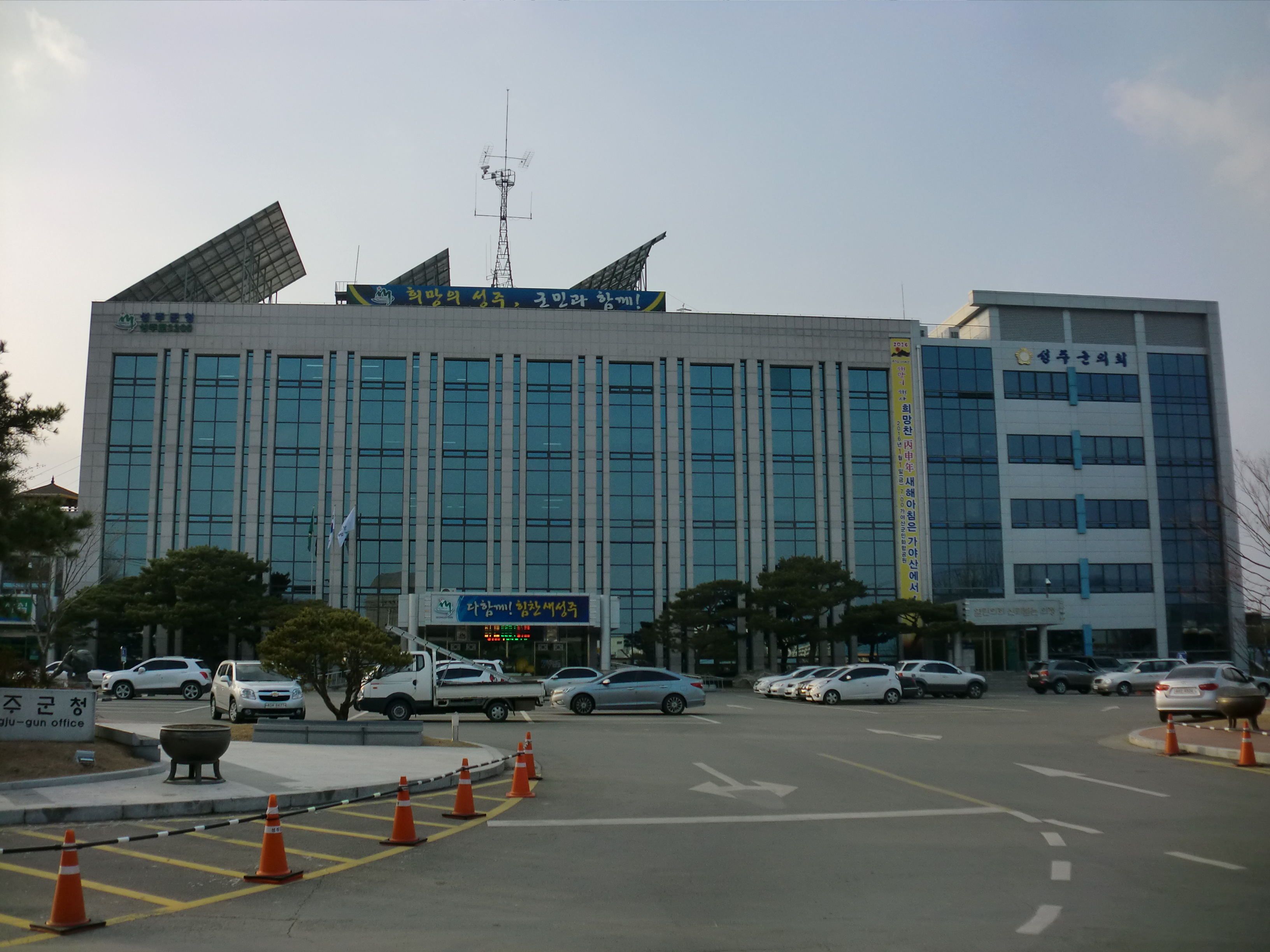
星州郡庁

星州郡（ソンジュぐん）は、大韓民国慶尚北道にある郡。

## 歴史
757年（新羅景徳王16年）に本皮県を新安県に改名し、新羅時代末期には碧珍郡に昇格した。
高麗太祖23年には慶山府に昇格した。忠烈王34年に星州という地名を初めて使用して星州牧に昇格した。しかし1310年（忠宣王2年）、再び慶山府に還元した。
1400年（朝鮮太宗元年）に星州牧に昇格した。しかし、1614年（光海君7年）の星州人キム・チャンロクが王の非行と朝廷を誹謗した事件により、星州牧が廃止され、高霊県に属された。この時、この地域の住民全員が禁固刑に処された。1623年の仁祖反正により再び星州牧に復するが、1631年（仁祖9年）には星山県に降格される。
1895年（朝鮮高宗32年）、勅令第101号により八道制を廃止して二十三府制を実施し、従来の府・牧・郡・県などの不均等な地方区画を廃して新設の府の下に統一的の郡を置き星州郡となる。
- 1895年6月23日（旧暦閏5月1日）- 大邱府星州郡に改編した。

- 1896年8月4日 - 慶尚北道星州郡に改編した。

- 1906年 - 道長面・茶山面・徳谷面・雲羅面・加県面・蘇野面・老多面・黒水面・仁谷面を高霊郡に、蘆長面を大邱府にそれぞれ編入した。

- 1914年4月1日 - 郡面併合により、新谷面が金泉郡に編入し、金泉郡甑山面の一部が星州郡金水面に編入。星州郡に以下の面が成立。（12面）[2]
  - 星州面・船南面・龍頭面・聖岩面・志士面・青坡面・伽泉面・金水面・大家面・碧珍面・草田面・月恒面

| 朝鮮総督府令第111号 |            |                                                                |
| 旧行政区画 | 新行政区画 | 新行政区画                                                     |
| 星州郡南山面성남동/토동동/토서동/연동/우천동/남촌동 일부/관동 일부/서문동 일부/각산동 일부/군동 일부/성북동 일부/(사천면)신기동 일부, 지내동/옥매동 일부/관동 일부/서문동 일부/사동 일부/(본아면)하아동 일부/용계동 일부 | 星州面     | 대황동、대흥동                                                 |
| 星州郡北山面인산동/중기동/포인동/여제동/와야동/도덕동/성당동 일부/예동 일부/교촌동 일부/만수동 일부、가막동/지산동 일부/신풍동 일부/(용산면)삼괴동 일부、약부동/관하동/신풍동 일부/교촌동 일부/지산동 일부/예동 일부/신풍동 일부/(용산면)약부동/상포동 일부、만수동 일부/지산동 일부/삼봉동 일부/지산동 일부/두진동 일부/교촌동 일부/(당소면)답계동 일부                                                           | 星州面     | 금산동、삼산동、예산동、학산동                                 |
| 星州郡龍山面남하동/고아동/서전동/상사동/하사동/상포동 일부/하포동 일부/남문동 일부/동야동 일부/(남산면)서문동 일부/각산동 일부/동야동 일부/고아동/창동/남상동、복성동/용상동/덕성동/신성동/삼괴동 일부/하포동 일부/남문동 일부/동야동 일부/(북산면)신풍동 일부/(남산면)군동 일부/동야동 일부/각산동 일부 | 星州面     | 경산동、성산동                                                 |
| 星州郡本牙面야동/송정동/신기동/국정동 일부/항정동 일부/방천동 일부,、지남동/봉산동/목화동/조산동/국정동 일부/항정동 일부/항정동 일부/용암동 일부 | 星州面     | 백전동、용산동                                                 |
| 星州郡大家面용포동/연포동/이포동/율포동/(본아면)하아동 일부/용계동 일부、여의동/봉동/상삼동/지산동/산양동 일부/(사천면)여의동 일부、오직촌/도주막/수산동/신평동/복천동/신흥동/본리동 일부/평촌동 일부/성양동 일부 | 大家面     | 용흥동、옥련동、흥산동                                         |
| 星州郡令巴面대산동/조양동/금곡동/(대가면)삼산동、낙산동/부명동/석정동/후동/보은동/이천동 일부、신안동/전인동/후포동/보남동 일부/이천동 일부、중리동/오현동/남전동/행화동、강정동/중산동 일부 | 大家面     | 금산동、대천동、도남동、옥화동、중산동                         |
| 星州郡沙川面공장동/성촌동/여수동 일부/유촌동 일부/신기동 일부/여의동 일부/(남산면)성북동 일부/옥매동 일부、고암동/신평동/죽천동/상촌동/유촌동 일부/여수동 일부/신기동 일부 | 大家面     | 옥성동、칠봉동                                                 |
| 星州郡吾山面정화동/관산동 일부/대흥동 일부/(남곡면)동촌동、동촌동 일부/태암동 일부/서촌동 일부/(남곡면)유촌동 일부、문포동/대방동/종산동、용포동/하유목동/신원동/황신동/신흥동 일부、관석동/예촌동/태암동 일부/신흥동/오도동 일부/대흥동 일부/부흥동、본리동/관산동 일부、취아동/침곡동/서촌동 일부/(초곡면)송포동 일부                                                                                            | 船南面     | 관화동、동암동、문방동、성원동、신부동、오도동、취곡동         |
| 星州郡南谷面백석동/노촌동/신기동 일부、광령동/동안동 일부/마안동 일부、차동/시곡동/내동/도남동/신흥동/복산동 일부/차포동 일부、복산동 일부/동안동 일부/무릉동 일부、송정동/마안동 일부/차포동 일부/복산동 일부、오리동/용대동/모전동/신기동 일부 | 船南面     | 노석동、도성동、도흥동、선원동、소학동、용신동                 |
| 星州郡雲谷面금암동/관동/대암동 일부/(본아면)택정동/용암동 일부、천동/필암동/대암동 일부/행정동 일부/나복동 일부、안산동/중리동/산지동/자양동/율리동/산전동/나복동 일부 | 碧珍面     | 가암동、운정동、자산동                                         |
| 星州郡明巌面가수동/신월동/야동/정곡동 일부/수남동 일부、금암동/명간동/정곡동 일부/(대가면)본리동 일부、선학동/중리동/대야동/봉양동 일부/사당동 일부、수근동/봉양동 일부/(운곡면)달전동/창리동、내원동/외원동/장기동/사당동 일부/수남동 일부、대천동/하원동/상원동/석지동/황산동/중천/행촌동/상동동/중평동/부흥동/신기동/(운곡면)대암동 일부/행정동 일부                                                            | 碧珍面     | 매수동、봉계동、봉학동、용암동、외기동、해평동                 |
| 星州郡大同面관산동 일부/기성동 일부/가정동 일부/(두릉면)동촌동 일부、조암동/두만동/동락동/후포동 일부/관산동 일부/가정동 일부/(남곡면)무릉동 일부、문산동/대명동/후포동 일부/관산동 일부、가정동 일부/대성동/사수동/풍곡동、송림동/무양정동/칠선동/송정동 일부/용계동 일부、용계동 일부、용전동/신안동/송정동 일부、구연동/운곡동/지산동                                                                           | 龍頭面     | 기산동、동락동、문명동、사곡동、선송동、용계동、용정동、운산동 |
| 星州郡杜陵面외동/사부동/우항동/덕평동、원리동/용흥동/본리동/괴평동、상언동/동촌동 일부/(대동면)기성동 일부 | 龍頭面     | 덕평동、본리동、상언동                                         |
| 星州郡租谷面도계동/모조동/하진동 일부/갈명동 일부、대조동/봉산동/하진동 일부、신촌동/월곡동/마천동/명천동/상진동/하진동 일부、초항동/신반동/상현동/갈명동 일부、죽전동/탈성동/하목동 | 聖岩面     | 계상동、대봉동、마월동、상신동、죽전동                         |
| 星州郡草谷面사양동/안동/(남곡면)유촌동 일부、문명동/신풍동/송포동 일부、장동/태학동/율리동/은동、중기동/지수동/대거동 | 聖岩面     | 유서동、명포동、장학동、중거동                                 |
| 星州郡草田面신평동/가양동 일부/장산동 일부/도천동 일부/(유곡면)공서동 일부/(망성면)풍산동 일부/노포동 일부、회동/송천동/신기동/후동/내동 일부、후산동/운포동/와룡동、효동/신풍동/금단동/도천동 일부/내동 일부、평지동/원평동/궁전동/원동/(망성면)문치동/연포동 | 草田面     | 대장동、문덕동、용성동、자양동、칠선동                         |
| 星州郡酉谷面공동동/금연동/봉곡동/공서동 일부、운포동/동산동/봉하동/하명동/(초전면)가양동 일부/장산동 일부/(망성면)노포동 일부/풍산동 일부/어은동 일부、냉천동/봉산동/수정동/내죽동/칠성동/학고동/외죽동 일부/(망성면)어은동 일부、연봉동/구성동/상소동/소야동 일부、고평동/두곡동/원기동/용두동/석봉동/봉무동/외죽동 일부/칠성동 일부/학고동 일부、명곡동/월전동/소야동 일부                                       | 草田面     | 고산동、동포동、봉정동、소성동、용봉동、월곡동                 |
| 星州郡柳洞面대포동/명산동/관동 일부/(북산면)삼봉동 일부、상포동/상암동/안무동/신기동/중포동 일부/암포동 일부/관동 일부/(북산면)두진동 일부/(당소면)답계동 일부/죽관동 일부、월암동/월곡동/유촌동/관동 일부/암포동 일부/중포동 일부 | 月恒面     | 대산동、안포동、유월동                                         |
| 星州郡唐沼面저암동/박동/묵산동 일부/용문동 일부/답계동 일부/(망성면)철산동 일부/보동、필산동/죽관동 일부/묵산동 일부/용문동 일부 | 月恒面     | 보암동、용각동                                                 |
| 星州郡望星面수남동/죽방동 일부、풍산동 일부/어은동 일부/노포동 일부、선저동/부인동/작촌동/광촌동/내동/대동/반수동/상작동、장지동/백자동/도원동/철산동 일부、지산동/지내동/모방동/죽방동 일부 | 月恒面     | 수죽동、어산동、인촌동、장산동、지방동                         |
| 星州郡青坡面중기동/신촌동/송현동/학포동/추동/우수동/조양동 일부、봉항동/안계동/반계동、신당동/본리동/조양동 일부、오호동/적송동/봉계동/학동 | 青坡面     | 백운동、봉양동、신파동、적송동                                 |
| 星州郡大理面관봉동/금성동/명계동/부흥동/송산동/지촌동 일부、수국동/상운동/하운동/용암동/지촌동 일부、임천동/점촌동/신연동/양정동/단동/지촌동 일부 | 青坡面     | 송계동、수성동、신정동                                         |
| 星州郡志士面구정동/명계동/원기동/계산동 일부、신기동/윤동/윤계동/장기동/덕촌동、사창동/지천동/오산동/부산동/계산동 일부 | 志士面     | 계정동、수륜동、오천동                                         |
| 星州郡法山面작천동/법촌동/여동、형곡동/신촌동/월촌동/보동/탑동、이현동/죽현동/방동/덕촌동/삼거동/거산동 | 志士面     | 남은동、보월동、작은동                                         |
| 星州郡伽泉面산성동/학산동/궁항동/장대동/삼존동/구정동 일부、동계동/도원동 일부、웅수동/마수동 일부/도원동 일부、상법림동/점촌동/아전동/오리동/마수동 일부、하적계동/신촌동/정동 일부/갈동 일부/상적계동 일부、내사부동/상사부동/하사부동/전동/용암동/정동 일부/갈동 일부/상적계동 일부、신당동/창리동/중평동/천동동/천서동/구정동/(영파면)중산동 일부/보남동 일부、하법림동/화전동/상죽곡동/하죽곡동/대흥동/장산동 | 伽泉面     | 금봉동、동원동、마수동、법전동、신계동、용사동、창천동、화죽동 |
| 1914年 | 1914年                                                                                         | 現在              | 現在                                                                                           |
| 面     | 洞                                                                                             | 区・邑・面        | 洞・里                                                                                         |
| ------ | ---------------------------------------------------------------------------------------------- | ----------------- | ---------------------------------------------------------------------------------------------- |
| 星州面 | 京山洞、大興洞、大皇洞、星山洞、三山洞、鶴山洞、錦山洞、礼山洞、栢田洞、龍山洞                 | 星州面 星州邑     | 京山里、大興里、大皇里、星山里、三山里、鶴山里、錦山里、礼山里、栢田里、龍山里                 |
| 月恒面 | 大山洞、柳月洞、安浦洞、龍角洞、甫岩洞、長山洞、水竹洞、池方洞、仁村洞                         | 星州郡 月恒面     | 大山里、柳月里、安浦里、龍角里、甫岩里、長山里、水竹里、池方里、仁村里                         |
| 月恒面 | 漁山洞                                                                                         | 星州郡 草田面     | 漁山里                                                                                         |
| 草田面 | 大獐洞、七仙洞、韶成洞、龍星洞、龍鳳洞、文徳洞、紫陽洞、高山洞、月谷洞、鳳亭洞、東浦洞         | 星州郡 草田面     | 大獐里、七仙里、韶成里、龍星里、龍鳳里、文徳里、紫陽里、高山里、月谷里、鳳亭里、東浦里         |
| 碧珍面 | 鳳渓洞、鳳鶴洞、梅水洞、外基洞、龍岩洞、紫山洞、雲亭洞、伽岩洞、해평동                         | 星州郡 碧珍面     | 鳳渓里、鳳鶴里、梅水里、外基里、龍岩里、紫山里、雲亭里、伽岩里、樹村里                         |
| 龍頭面 | 徳坪洞、上彦洞、龍亭洞、龍渓洞、仙松洞、泗谷洞、東洛里、基山洞、雲山洞、文明洞、本里洞         | 星州郡 龍岩面     | 徳坪里、上彦里、龍亭里、龍渓里、仙松里、泗谷里、東洛里、基山里、雲山里、文明里、本里里         |
| 聖岩面 | 上新洞、中巨洞、麻月洞、渓上洞、大鳳洞、竹田洞                                                 | 星州郡 龍岩面     | 上新里、中巨里、麻月里、渓上里、大鳳里、竹田里                                                 |
| 聖岩面 | 壮学洞、柳西洞、明浦洞                                                                         | 星州郡 船南面     | 壮学里、柳西里、明浦里                                                                         |
| 船南面 | 龍新里、道興里、道成里、仙源里、星元里、巣鶴里、東岩里、翠谷里、新夫里、文方里、吾道里、官花里 | 星州郡 船南面     | 龍新里、道興里、道成里、仙源里、星元里、巣鶴里、東岩里、翠谷里、新夫里、文方里、吾道里、官花里 |
| 船南面 | 老石洞                                                                                         | 漆谷郡 岐山面     | 老石里                                                                                         |
| 志士面 | 渓亭洞、南隠洞、甫月洞、修倫洞、午川洞、鵲隠洞                                                 | 星州郡 修倫面     | 渓亭里、南隠里、甫月里、修倫里、午川里、鵲隠里                                                 |
| 青坡面 | 白雲洞、鳳陽洞、新坡洞、新亭洞、水成洞、松渓洞、赤松洞                                         | 星州郡 修倫面     | 白雲里、鳳陽里、新坡里、新亭里、水成里、松渓里、赤松里                                         |
| 金水面 | 広山洞、明川洞、苓川洞、漁隠洞、厚平洞、鳳頭洞、舞鶴洞                                         | 星州郡 金水江山面 | 広山里、明川里、苓川里、漁隠里、厚平里、鳳頭里、舞鶴里                                         |
| 大家面 | 七峰洞、玉星洞、龍興洞、興山洞、玉蓮洞、金山洞、玉花洞、大川洞、道南洞                         | 星州郡 大家面     | 七峰里、玉星里、龍興里、興山里、玉蓮里、金山里、玉花里、大川里、道南里                         |
| 大家面 | 中山洞                                                                                         | 星州郡 伽泉面     | 中山里                                                                                         |
| 伽泉面 | 倉泉洞、法田洞、花竹洞、東元洞、馬水洞、新界洞、龍沙洞、金鳳洞                                 | 星州郡 伽泉面     | 倉泉里、法田里、花竹里、東元里、馬水里、新界里、龍沙里、金鳳里                                 |

- 1934年2月1日（10面）[4]
  - 志士面・青坡面が合併して修倫面が発足。
  - 龍頭面・聖岩面が合併して龍岩面が発足。
- 1973年7月1日 - 大家面中山洞が伽泉面に編入。（1邑9面）
- 1979年5月1日 - 星州面が星州邑に昇格。（1邑9面）
- 1983年2月15日（1邑9面）
  - 船南面老石洞が漆谷郡若木面に編入。
  - 龍岩面柳西洞が船南面に編入。
  - 高霊郡徳谷面聖洞が修倫面に編入。
- 1989年1月1日（1邑9面）
  - 龍岩面の一部（壮学洞・明浦洞）が船南面に編入。
  - 月恒面漁山里が草田面に編入。
- 2017年 - 在韓米軍によりTHAADの配備始まる。特産のマクワウリが電磁波で汚染されているとするデマが広がる[5]。
- 2024年8月1日 - 金水面が金水江山面に改称。（1邑9面）[6]

## 行政

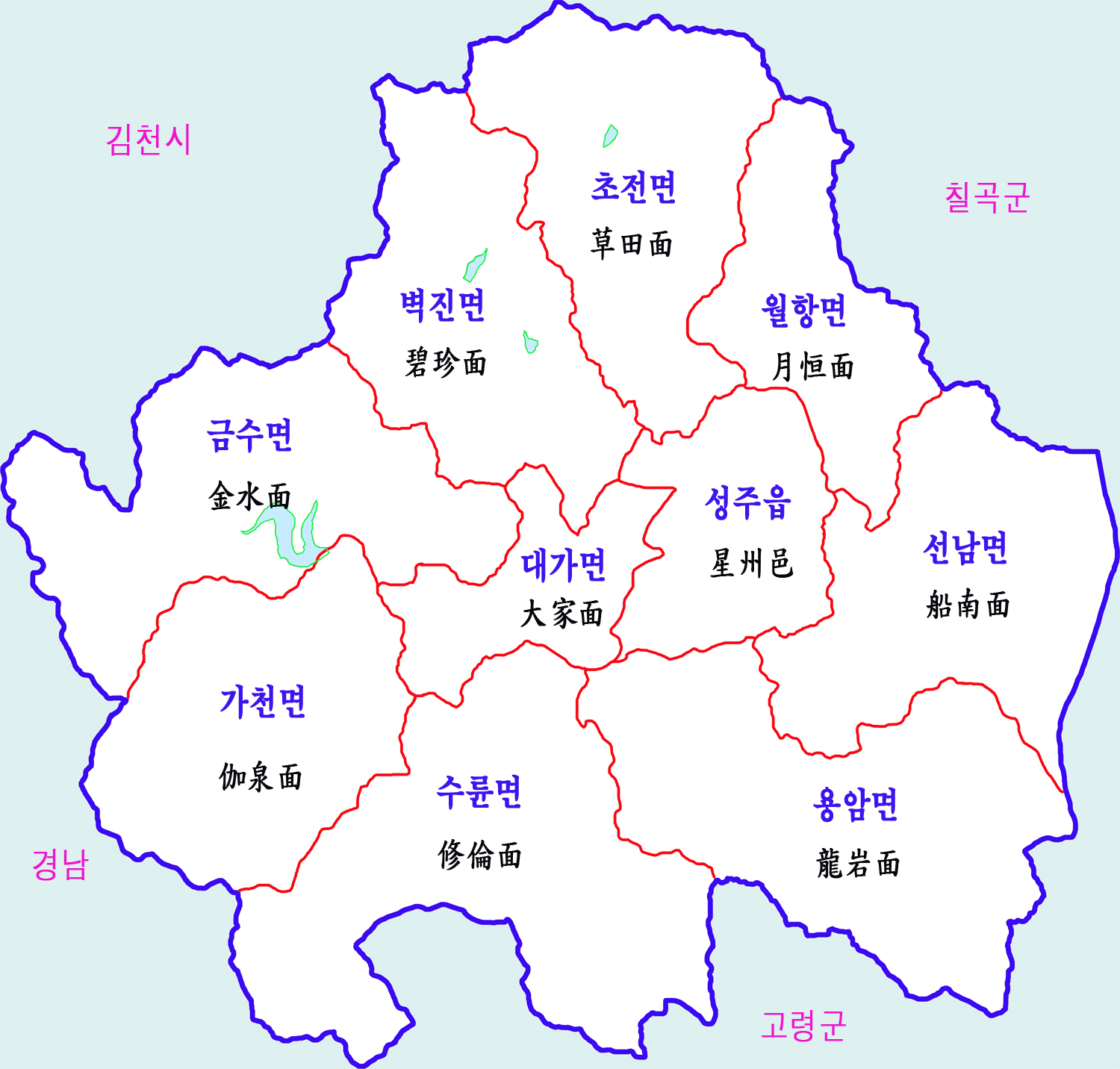
行政区域図

### 行政区域
| 邑・面     | 法定里 |
| ---------- | --- |
| 星州邑     | 京山里、大興里、大皇里、星山里、三山里、鶴山里、錦山里、礼山里、栢田里、龍山里                                                         |
| 船南面     | 龍新里、道興里、道成里、仙源里、星元里、巣鶴里、壮学里、東岩里、翠谷里、新夫里、文方里、吾道里、官花里、柳西里、明浦里                 |
| 龍岩面     | 徳坪里、上彦里、上新里、龍亭里、龍渓里、仙松里、泗谷里、東洛里、基山里、雲山里、文明里、中巨里、麻月里、渓上里、大鳳里、竹田里、本里里 |
| 修倫面     | 白雲里、鳳陽里、新坡里、新亭里、渓亭里、水成里、修倫里、松渓里、午川里、南隠里、鵲隠里、赤松里、甫月里、聖里                           |
| 伽泉面     | 倉泉里、法田里、花竹里、東元里、馬水里、新界里、龍沙里、金鳳里、中山里                                                                 |
| 金水江山面 | 広山里、明川里、苓川里、漁隠里、厚平里、鳳頭里、舞鶴里                                                                                 |
| 大家面     | 七峰里、玉星里、龍興里、興山里、玉蓮里、金山里、玉花里、大川里、道南里                                                                 |
| 碧珍面     | 鳳渓里、鳳鶴里、梅水里、外基里、龍岩里、紫山里、雲亭里、伽岩里、樹村里                                                                 |
| 草田面     | 大獐里、七仙里、韶成里、龍星里、龍鳳里、文徳里、紫陽里、高山里、漁山里、月谷里、鳳亭里、東浦里                                         |
| 月恒面     | 大山里、柳月里、安浦里、龍角里、甫岩里、長山里、水竹里、池方里、仁村里                                                                 |

### 警察
- 星州警察署

### 消防
- 星州消防署

## 交通

### 高速道路
- 中部内陸高速道路
  - 南星州インターチェンジ - 星州インターチェンジ